# تثبيط غير تنافسي

توضيح لآلية عمل محتملة لتثبيط غير تنافسي أو تثبيط مختلط.

التثبيط غير التنافسي هو نوع من تثبيط الإنزيم الذي يرتبط فيه المثبط بألفة متساوية مع الإنزيم في كلا الحالتين سواء كان هذا الإنزيم مرتبطا بركيزته وكان موقعه النشط مشغولا أو لم يكن مرتبطا وكان موقعه النشط فارغا، وهذا عكس التثبيط التنافسي الذي لا يرتبط فيه المثبط بالإنزيم إلا إذا كان موقعه النشط حرا. إن كانت ألفة ارتباط هذا المثبط أكبر في إحدى الحالتين (الإنزيم وحده أو مركب الإنزيم-ركيزة) فيسمى التثبيط حينها تثبيطا مختلطا.
المثبطات غير التنافسية تفارغية ويعني ذلك أنها ترتبط بموقع ارتباط آخر غير الموقع النشط للإنزيم.(ملاحظة 1). يستطيع المثبط غير التنافسي الارتباط بالإنزيم حين يكون موقعه النشط حرا أو مشغولا بينما المثبط المنافس لا يرتبط بالإنزيم سوى حين يكون موقعه النشط حرا.